# Bill Rodgers (Leichtathlet)

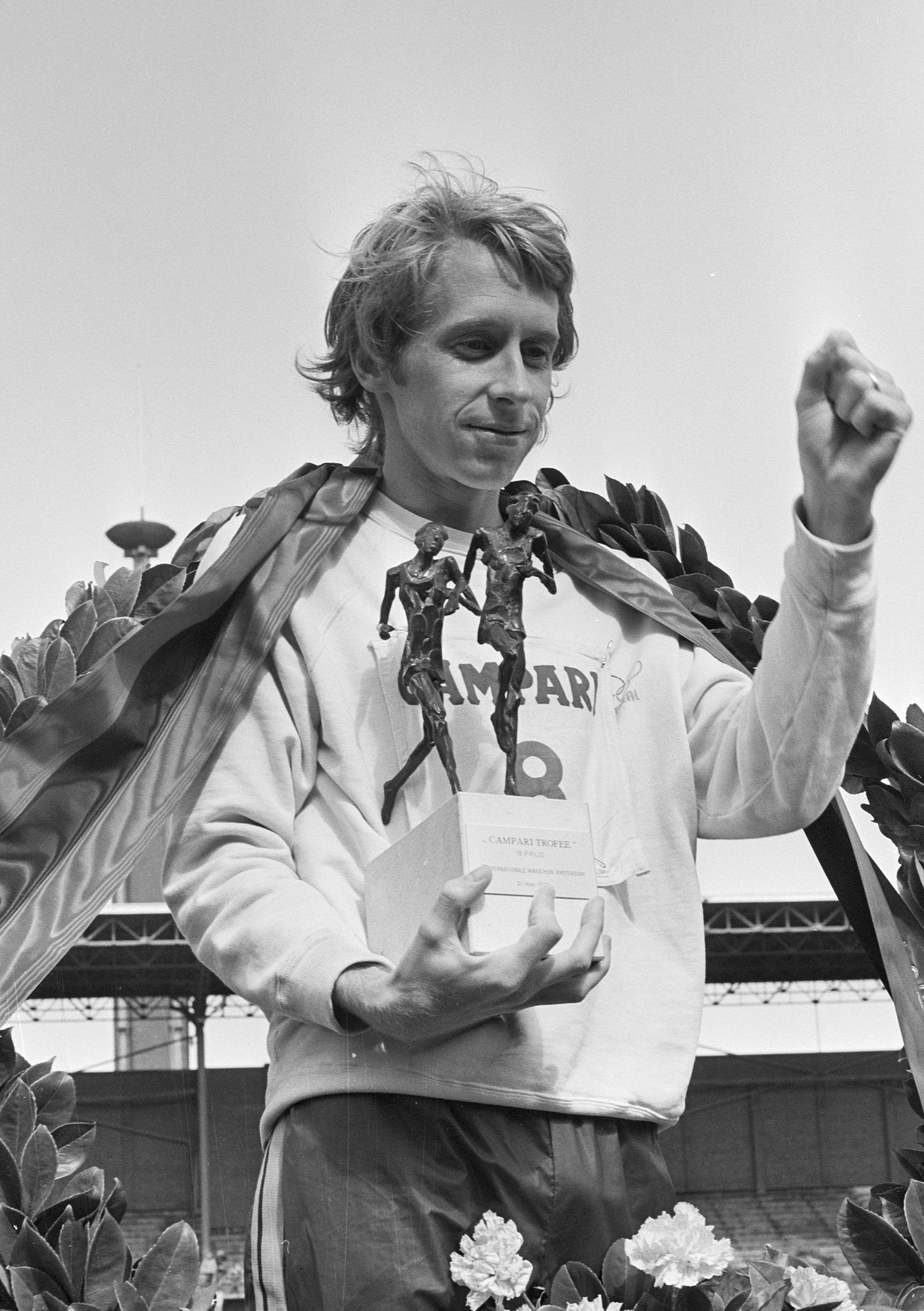
Bill Rodgers 1977 als Sieger des Amsterdam-Marathon

Bill Rodgers (eigentlich William Henry Rodgers; * 23. Dezember 1947 in Hartford, Connecticut) ist ein ehemaliger US-amerikanischer Langstreckenläufer, der von Mitte der 1970er bis Anfang der 1980er Jahre außerordentliche Erfolge im Marathon erzielte.
Er siegte 1975 beim Boston-Marathon und lief dabei als erster US-Läufer eine Zeit unter 2:10 Stunden. 1978, 1979 und 1980 konnte er diesen Sieg wiederholen, 1979 mit einer neuen US-Bestzeit und seinem persönlichen Rekord von 2:09:27 h. 1976 bis 1979 gewann er viermal in Folge den New-York-City-Marathon, 1977 zusätzlich den Fukuoka-Marathon.
Beim Marathon der Olympischen Spiele 1976 in Montreal war er durch eine Verletzung gehandicapt und kam auf Platz 40. Für die Olympischen Spiele 1980 in Moskau war er haushoher Favorit, bis der Boykott dieser Spiele durch die Vereinigten Staaten seine Teilnahme vereitelte.
Bei 28 Marathons blieb er unter 2:15 Stunden – nur der Äthiopier Abebe Mekonnen konnte diese Marke noch häufiger unterbieten.

## Bestzeiten
- Stundenlauf: 20.568 m, aktueller US-Rekord
- 30.000 m: 1:31:48,9 h, aktueller US-Rekord
- 10-km-Straßenlauf: 28:16 min
- 15-km-Straßenlauf: 43:25 min
- 25-km-Straßenlauf: 1:17:23 h
- Marathon: 2:09:27 h

Rodgers hält außerdem über 10 km, Halbmarathon und 30 km die US-Rekorde in der Altersklasse M 45.

## Veröffentlichungen
- mit Joe Concannon: Marathoning. 1980, ISBN 0-671-25087-6
- mit Joe Henderson und Priscilla Welch: Masters Running and Racing. Rodale Books, 1995, ISBN 0-87596-330-7
- Bill Rodgers’ Lifetime Running Plan. Definitive Programs for Runners of all Ages and Levels. 1996, ISBN 0-06-273386-9
- mit Scott Douglas: The Complete Idiot's Guide to Running. 2. Auflage. 2003, ISBN 0-02-864466-2